# Arapeí
Arapeí es un municipio al este del estado de São Paulo, en la microrregión de Bananal. La población estimada en 2005 era de 2.821 habitantes y el área es de 156 km², con una densidad demográfica de 18,08 hab/km².

## Geografía
Sus municipios limítrofes son Resende y Barra Mansa (ambos en Río de Janeiro) al norte, Bananal al sudeste y San José del Barreiro al oeste. 

### Demografía
Censo - 2000
Población total: 2.618
- Urbana: 1.899
- Rural: 719
- Hombres: 1.305
- Mujeres: 1.313

Densidad demográfica (hab./km²): 17,08
Mortalidad infantil hasta 1 año (por mil): 28,54
Expectativa de vida (años): 65,57
Tasa de fecundidad (hijos por mujer): 3,49
Tasa de alfabetización: 85,53%
Índice de Desarrollo Humano (IDH-M): 0,716
- IDH-M Salario: 0,628
- IDH-M Longevidad: 0,676
- IDH-M Educación: 0,845

(Fuente: IPEADATA)

### Hidrografía
- Río Mambucaba
- Río Bracuí

### Carreteras
- SP-68